# 金鉴明
金鉴明（1932年1月23日—2017年9月19日），浙江杭州人，中国环境生态学专家，中国工程院院士。曾任国家环境保护局总工程师、副局长、总局科学顾问委员会副主任，现任环境保护部研究员、复旦大学、北京林业大学博导以及中国环境科学研究院博士后导师。
出版10余部学术著作，国内外发表120余篇学术论文。

## 生平
1955年毕业于复旦大学生物系，1960年取得列宁格勒大学研究生院生物学博士学位。
1997年当选中国工程院院士；2007年当选国际欧亚科学院院士。

## 头衔
- 环境保护部顾问
- 国家环境咨询委员会委员
- 中国环境科学院学术委员会委员暨生态研究所学术委员会主任委员
- 中国人与生物圈国家委员会副主席
- 中国生物多样性与绿色发展基金会创会副会长及专家委员会主任